# Ана Мендьєта
Ана Мендьєта (ісп. Ana Mendieta; нар. 1948, Гавана — пом. 1985, Нью-Йорк) — американська феміністська художниця, перформансистка, скульпторка, відео-артистка кубинського походження. Також займалася боді-артом, ленд-артом, фотолітографією. Відома екофеміністським поєднанням тем тілесності та землі («earth-body» праці). Наскрізна тема її політично-загострених, шокуючих робіт, нерідко з використанням крові тварин, — насильство, найчастіше над жінкою.
Роботи Мендьєти виставляються в багатьох ключових публічних колекціях, включно з Музеєм Гуггенгайма, Metropolitan Museum of Art, Музеєм американського мистецтва Вітні, Музеєм сучасного мистецтва, Чиказьким художнім інститутом, Центром Помпіду, Musée d'Art Moderne et Contemporain (Женева), Tate Collection (Лондон).

## Життєпис
Народилася 18 листопада 1948 року в Гавані у відомій в суспільстві та політиці родині.
У 1961, в 12-річному віці, разом з 14-річною сестрою Raquelin з міркувань безпеки покинула Кубу в рамках операції «Пітер Пен» (серед 10 000 дітей, що емігрували), оскільки сім'я Мендьєти перебувала в опозиції Кастро і очолюваному ним руху. В якості біженки вислана батьками до США, жила в Айові, перші два роки постійно переїжджала. Ана залишилася з сестрою силами адвоката, найнятого батьками з метою не розлучати дівчат.
Відвідувала приватну католицьку школу для дівчат. У середній школі проявила любов до мистецтва.
В 1966 возз'єдналася з матір'ю та старшим братом; батько приєднався до родини в 1979, відбувши 18-місячне ув'язнення в політичній тюрмі на Кубі за участь у Bay of Pigs invasion.
Ана Мендьєта вивчала мистецтво в університеті Айови, який закінчила в 1969 році. Спочатку вивчала французьку та мистецтво, після переходу в Університет Айови надихнулася авангардистською спільнотою та ландшафтом Айови. Здобула бакалаврський і магістерський ступені з живопису та Master of Fine Arts в інтермедіа
В коледжі Мендьєта сфокусувалась на крові та насильстві проти жінок. Її інтерес до духовності, релігії та примітивних ритуалів у цей час поглиблювався. За власними словами, в мистецькій школі Мендьєта зіткнулася з глобальною дискримінацією. По завершенню навчання переїхала в Нью-Йорк.
У 1985 році одружилася зі скульптором-мінімалістом Карлом Андре.

### Загибель та резонанс
Через 8 місяців життя з Карлом Андре, вранці 8 вересня 1985 року за непрояснених обставин Ана Мендьєта випала з вікна спільної квартири на 34-му поверсі в Гринвіч-Вілледж, Нью-Йорк. Перед трагедією сусіди чули, як пара сварилася. На записі з 911, куди зателефонував Андре, збереглися його слова: «Моя жінка мисткиня, і я митець, і ми посварилися через факт, що я більше, ех, представлений публіці, ніж вона. І тоді вона пішла в спальню, а я пішов за нею, і вона вийшла із вікна». В 1988 Андре допитували та звинуватили у вбивстві Мендьєти. Протягом трьох років судового провадження адвокат Андре описував смерть Мендьєти як самогубство. Суддя визнав Андре невинним на підставі «обгрунтованого сумніву». Обставини трагедії описані в книзі Роберта Каца «Naked by the Window» (1990).
Виправдання Андре спричинило протести феміністок по всьому світу і лишається суперечливим до сьогодні. В 2010 році, на 25 річницю смерті мисткині, Університет Нью-Йорка провів симпозіум під назвою Де Ана Мендьєта. В травні 2014 феміністська протестна група No Wave Performance Task Force пікетувала перед будівлею Dia Art Foundation, де виставлявся Карл Андре. Група розмістила посудини з кров'ю та нутрощами тварин перед будівлею та тримала транспаранти з текстом «Я хочу, щоб Ана Мендьєта була досі жива».
В березні 2015, No Wave Performance Task Force та група феміністських поетес з Нью-Йорка вирушили до міста Beacon в протест проти ретроспективи Андре на Dia: Beacon, де голосно плакали в головній галереї, створювали «силуети» в снігу на території музею та вкривали сніг паприкою і фальшивою кров'ю. У квітні 2017 протестувальниці на ретроспективі Андре на Geffen Contemporary в Музеї сучасного мистецтва роздавали картки з текстом ¿Dónde está Ana Mendieta?" (Де Ана Мендьєта?). Ініціативу продовжила група Association of Hysteric Curators, написавши відкритий лист протесту прои виставки директору Музею Філіппу Верньє.

## Творчість
Перша виставка Мендьєти відбулася в 1971 році в Університеті Айови. З 1972-го вона звернулася до перформансу та медіального мистецтва, активно використовувала фотографію. Поряд з боді-артом (1972—1978) Мендьєта займалася ленд-артом (1973—1980), створюючи відбитки тіл (силуети) в різних природних середовищах — камені, глині, піску.

### Серії та перформанси
- Facial Variation Cosmetic (1972)
- Arbol de la vida

#### СеріяSilueta(Силуети, 1973—1980)
Silueta Series (1973—1980) включала роботи, що являли собою створення жіночих силуетів у природі — в землі чи болоті, піску, траві — з використанням природних матеріалів (від листя до крові), та створення відбитків тіла чи обведення силуету на стіні. У 1981 Мендьєта сказала про свою творчість: 
«Я шукала діалогу між ландшафтом та жіночим тілом (базуючись на власному силуеті). Я вірю, що це було прямим наслідком того, що мене вирвали з коренем з моєї рідної землі (Куби) під час дорослішання. Я переповнена почуттям віднятості від лона (природи). Моє мистецтво — це шлях, яким я відновлюю зв'язки, що поєднують мене з усесвітом. Це повернення до материнського джерела.» 
Почавши серію Силуети в 1970-х, Мендьєта була однією з багатьох у мистецтві, хто експериментували зі злиттям жанрів ленд-арту, боді-арту та перформансу, проте Мендьєта була, можливо, першою, ким ці жанри поєднано в одне, назване нею «earth-body» sculpture. Відео та фотознімки Силуетів пов'язані з речима, що оточували тіло мисткині. Вона часто використовувала власне оголене тіло, щоб дослідити та злитися з Землею, це можна бачити в роботі Imagen de Yagul, from the series Silueta Works in Mexico 1973—1977.
Мендьєта вперше використала кров для створення мистецтва у 1972, під час перформансу Untitled (Death of a Chicken), для котрого стояла оголена перед білою стіною, тримаючи свіжообезголовлену курку за лапи, чия кров стікала на тіло Мандьєта.

Шокована жорстоким зґвалтуванням та вбивством студентки-медсестри Сари Енн Оттенс в Університеті Айови, Мендьєта вкрила себе кров'ю та прив'язала себе до столу в 1973, запрошуючи аудиторію бути свідками в перформансі Untitled (Rape Scene). Професорка та історикиня мистецтва Кайра Кабанас про цей перформанс писала:
Її тіло було суб'єктом та об'єктом її роботи. Вона підкреслювала соціальні умови, що колонізували жіноче тіло як об'єкт чоловічого бажання та підкорили маскулінній агресії. Тілесна присутність Мендьєта вимагала визнання жіночого субєкта. До того невидимій, безіменній жертві зґвалтування надано ідентичність. Аудиторію підштовхнуто рефлексувати власну відповідальність; емпатію — ось що викликано та трансльовано у простір настороженості, якому адресується сексуальне насильство.
У серії слайдів People Looking at Blood Moffitt (1973) Мендьєта лиє кров на тротуар та фотографує безкінечний потік людей, що йдуть не зупиняючись, поки чоловік на ймення H. F. Moffitt, відображене у дверному вікні, не виходить її прибрати.
Мендьєта також створювала жіночі силуети, використовуючи природу і як полотно, і як медіума. З допомогою власного тіла вона робила відбитки в траві, піску, бруді; створювали силуети та знімала на відео, як вони горять.
- Untitled (Ochún) (1981), в честь Сантерії, богині вод.
- Ñañigo Burial (1976), з назвою, запозиченою в популярного афро-кубинського релігійного братства, — інсталяція на підлозі з чорних свічок, що скрапували воск навколо тіла мисткині.[18]

В цих роботах, що перетинають межі перформансу, кіно та фотографії, Мендьєта досліджувала стосунки з місцем, матір'ю Землею чи фігурою «Великої Богині».
В Corazon de Roca con Sangre (Серце каменя з кров'ю, 1975) Мендьєта стає на коліна перед відбитком свого тіла у вологому болотистому поріччі.

#### ФотолітографіїRupestrian Sculptures(1981)
В книзі Бонні Клірвотер Ana Mendieta: A Book of Works (1993) пише, що перед загибеллю Мендьєта працювала над серією фотолітографій наскельних скульптур (встигла завершити пять), котрі створила в Escaleras de Jaruco, міському парку Харуко в Гавані. Назва скульптур Rupestrian Sculptures, відсилає до життя між скель — і книга фотолітографій, котру створювала Мендьєта для збереження цих скульптур, є прикладом інтертекстуальності її роботи. Клірвотер пояснює, що фотографії скульптур часто були такими ж важливими, як те, що вони документували, оскільки природа роботи Мендьєта була надзвичайно нестійкою. Авторка проводила за фотороботами стільки ж часу, скільки віддавала самим скульптурам. Для цього проекту мисткиня повернулася до Гавани, де народилася, шукаючи форми для переміщеності та втрати. Серія також відсилає до народу таїно, «корінного населення доіспанських Антилів», котрим Мендьєта захопилась та вивчала. Книга Клірвотер включає фотороботи Мендьєта та її власні коментарі до проекту.

#### Body Tracks(1982)
Body Tracks (Rastros Corporales, Сліди Тіла) — це довгі, розмиті відбитки рук та передпліч Мендьєта на великому шматку білого паперу, яким авторка переміщувалась протягом перформансу, супроводжуваного кубинською музикою.
В начерку «I Carved Myself Into My Hands» Clara Escoda Agustı говорить про розуміння тіла в роботах Мендьєта, котре трактується та трансформується в щось інше, таке як природа або насильство.

### ФІльми (1971—1980)
Знана фото-роботами, Мендьєта також експериментувала з відео-формами. Ці роботи привернули увагу критики після виставки 2016-го «Ana Mendieta: Experimental and Interactive Films» в Нью-Йорку.
- Creek (1974)[48], знятий у San Felipe Creek, фільм розкриває характер шекспірівської Офелії: у ньому Мендьєта зливається з водою.[49]
- Ochún (1981)[50], знятий у Флориді фільм про богиню Santería, Ошун — оріша річки. Створений з піщаних силуетів, криків чайок, морських хвиль, він розкриває теми розпуки за іншою землею. Останній фільм Мендьєти.[49]
- Chicken Movie, Chicken Piece (1972)
- Parachute (1973)
- Moffitt Building Piece (1973)
- Grass Breathing (1974)
- Dog (1974)
- Mirage (1974)
- Weather Balloon, Feathered Balloon (1974)
- Silueta Sangrienta (1975)
- Energy Charge (1975)[48]

##### Випущені посмертно (1985-нині)
Організація The Estate of Ana Mendieta Collection та родина знайшли декілька фільмів після смерті Мендьєти, шукаючи матеріалів для ретроспективи в New Museum у 1987. В 2016 знайдено ще декілька фільмів. Серед цих робіт
- Pain of Cuba / Body I Am (2018)
- The Earth That Covers Us Speaks (2018)

## Визнання і спадщина
- У 1983 році Ана Мендьєта отримала Римську премію.
- 1991: настінну інсталяцію Ані Мендьєта присвятила Ненсі Сперо.
- 2004: вірш пам'яті Мендьта присвятила Ненсі Морехон.
- В 2009 Мендьєту нагороджено Lifetime Achievement Award Фундацією Цінтаса.[17]
- Власністю Мендьєти наразі керує нью-йоркська галерея Lelong[52], а також представляє лондонська Alison Jacques Gallery.[53]
- У 2018 році The New York Times присвятила Ані Мендьєта запізнілий некролог.[54]